# Safruddin Mawi
Safruddin Mawi (* 13. Juni 1964) ist ein indonesischer Bogenschütze.
Mawi nahm an den Olympischen Spielen 1988 in Seoul teil. Er belegte Platz 48.
Noch 2005 nahm Mawi am Asian Grand Prix teil.